# Robbert Duval
Robbert Duval, o Robbert Du Val o Roberto van der Aven (L'Aia, 21 settembre 1649 – L'Aia, 21 gennaio 1732), è stato un pittore, incisore, decoratore d'interni olandese di origine francese, del secolo d'oro.

## Biografia
Robbert Duval nacque a L'Aia il 21 settembre 1649. Fu allievo di Nicolaes Willingh dal 1663. Nel 1667 si recò a Berlino come assistente del Willingh. Dal 1668 al 1670 fu a Roma, dove si affiliò alla Schildersbent con il soprannome di Fortuyn. Nel 1671 giunse a Venezia dove rimase fino al 1681, tranne un soggiorno di circa un anno nel 1677 a Padova con i fratelli Johannes e Jan Gottlieb Glauber. Ebbe un buon successo a Venezia, incontrando le sue opere il gusto degli aristocratici veneziani. Qui poté anche continuare i suoi studi.
Nel 1682 ritornò all'Aia dove rimase fino alla morte. Nello stesso anno partecipò alla costituzione dell'Accademia dell'Aia assieme a Willem Doudijns, Theodor van der Schuer (1628–1707) e Daniel Mijtens II. Sempre nel 1682 fu nominato pittore di corte dello statholder Guglielmo III d'Inghilterra, per cui lavorò alla decorazione del Palazzo di Het Loo e di Hampton Court. Nel 1686, 1701 e 1702 fu governatore dell'Accademia dell'Aia e nel 1686-1687 direttore.
Dipinse principalmente soggetti allegorici, mitologici e ritratti.
Furono suoi allievi Samuel Duval, Pieter Coulers e Hendrik van Limborch.